# Пюрмер
Пюрмер (нід. Purmer) — село в нідерландській провінції Північна Голландія. Його територія розділена між муніципалітетами Ватерланд та Едам-Волендам.
Площа становить 12,08 км², а населення станом на 2021 рік складало 260 осіб.

## Галерея

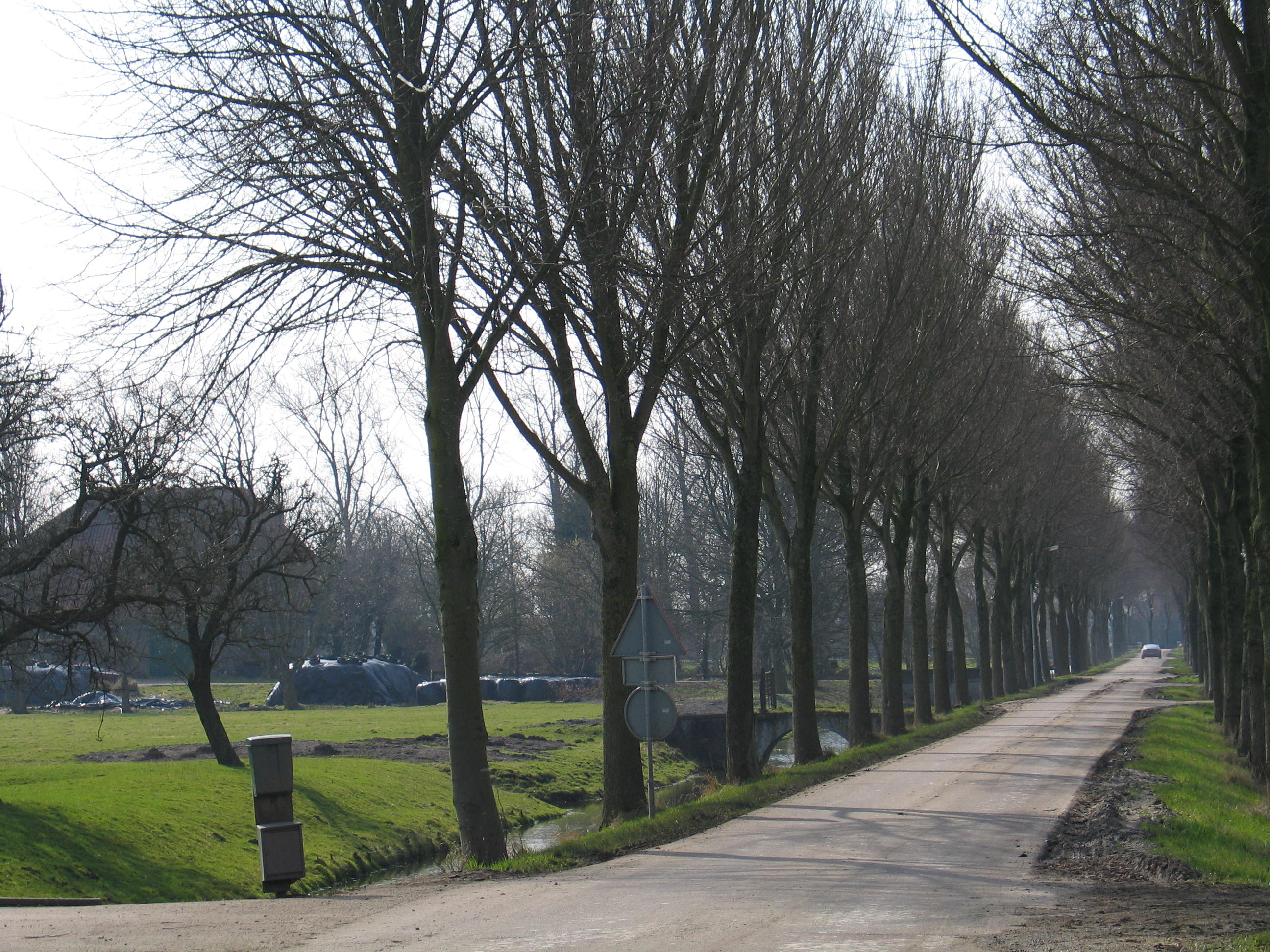
Перехрестя у селі